# Emitancia luminosa

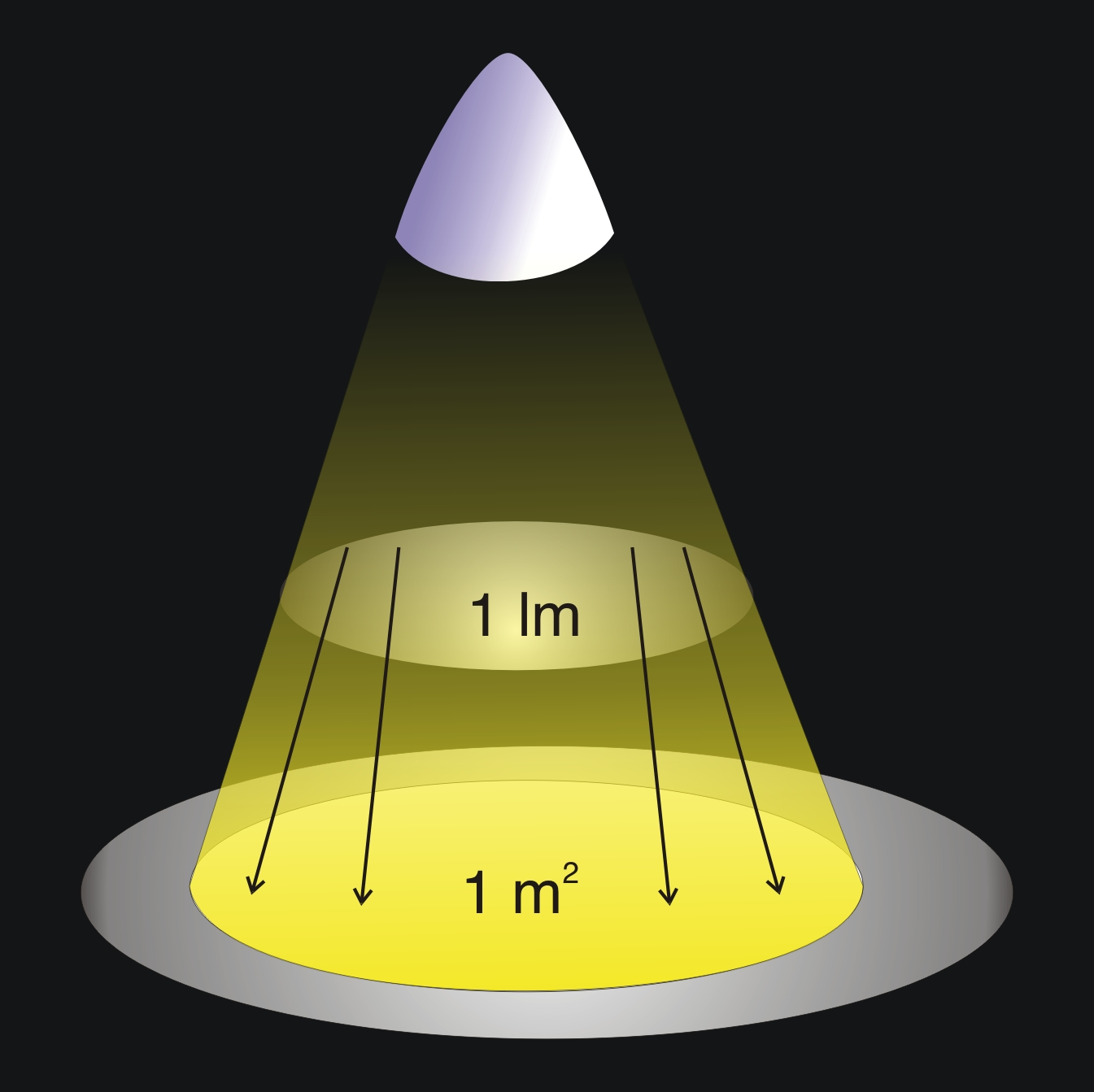
Imagen descriptiva de la iluminancia.

En fotometría, la emitancia luminosa ({\displaystyle \scriptstyle {M}}), o exitancia luminosa es la cantidad de flujo luminoso que emite una superficie por unidad de área, mientras que, la  iluminancia ({\displaystyle \scriptstyle {E}}) es la cantidad de flujo luminoso que incide sobre una superficie por unidad de área. La unidad de medida tanto de la emitancia luminosa como de la iluminancia en el Sistema Internacional es el lux: 1 lux = 1 lumen/m².

## Definiciones

### Emitancia luminosa
En términos generales, la emitancia luminosa se define según la siguiente expresión:
{\displaystyle M_{V}={\frac {dF}{dS}}}
donde:
- MV es la emitancia, medida en lux.
- F es el flujo luminoso emitido, en lúmenes.
- dS es el elemento diferencial de área de emisión considerado, en metros cuadrados.

La emitancia luminosa se puede definir a partir de la magnitud radiométrica de la emitancia radiante sin más que ponderar cada longitud de onda por la curva de sensibilidad del ojo.

### Iluminancia
En términos generales, la iluminancia se define según la siguiente expresión:
{\displaystyle E_{V}={\frac {dF}{dS}}}
donde:
- EV es la iluminancia, medida en lux.
- F es el flujo luminoso incidente, en lúmenes.
- dS es el elemento diferencial de área de incidencia considerado, en metros cuadrados.

La iluminancia se puede definir a partir de la magnitud radiométrica de la irradiancia sin más que ponderar cada longitud de onda por la curva de sensibilidad del ojo. Así, si {\displaystyle \scriptstyle {E_{V}}}es la iluminancia, {\displaystyle \scriptstyle {E_{\lambda }}} representa la irradiancia espectral y {\displaystyle V(\lambda )} simboliza la curva de sensibilidad del ojo, entonces:
{\displaystyle E_{V}=K\int _{visible}^{\ }E(\lambda )V(\lambda )\,d\lambda }
Tanto la iluminancia como el nivel de iluminación se pueden medir con un aparato llamado fotómetro. A la iluminancia que emite una superficie por unidad de área se le denomina emitancia luminosa ({\displaystyle \scriptstyle {M_{V}}}).
| Magnitud                          | Símbolo | Unidad                     | Símbolo | Notas                                                                  |
| --------------------------------- | ------- | -------------------------- | ------- | ---------------------------------------------------------------------- |
| Energía lumínica                  | Qv      | lumen segundo              | lm·s    | A veces se usa la denominación talbot, ajena al Sistema Internacional. |
| Flujo luminoso                    | Φv, F   | lumen (= cd·sr)            | lm      | Medida de la potencia luminosa.                                        |
| Intensidad luminosa               | Iv      | candela (= lm/sr)          | cd      | Es una medida de la intensidad luminosa.                               |
| Luminancia                        | Lv      | candela por metro cuadrado | cd/m2   | A veces se usa la denominación nit, ajena al Sistema Internacional.    |
| Iluminancia                       | Ev      | lux (= lm/m2)              | lx      | Usado para medir la incidencia de la luz sobre una superficie.         |
| Emitancia luminosa                | Mv      | lux (= lm/m2)              | lx      | Usado para medir la luz emitida por una superficie.                    |
| Exposición luminosa               | Hv      | lux segundo                | lx·s    | Iluminancia integrada en el tiempo.                                    |
| Eficacia luminosa de la radiación | K       | lumen por vatio            | lm/W    | Razón entre flujo luminoso y flujo radiante.                           |
| Eficacia luminosa de una fuente   | η       | lumen por vatio            | lm/W    | Razón entre flujo luminoso y potencia eléctrica consumida.             |